# 理查德·白居礼
理查德·波特·白居礼（英語：Richard Porter Butrick，1894年8月6日—1997年4月13日），是美国外交官，乔治城大学学生，曾在美国驻杭州、上海、北京、汉口领事馆工作，还曾担任美国外交部总干事、蒙特利尔总领事。